# Jacques Vallée Des Barreaux
Jacques Vallée Des Barreaux (Châteauneuf-sur-Loire, 6 dicembre 1599 – Chalon-sur-Saône, 9 maggio 1673) è stato un poeta libertino ed epicureo francese, amico dell'abate Claude Picot.

## Biografia
Pronipote di Geoffroy Vallée, un deista condannato al rogo, Jacques Vallée nacque a Châteauneuf-sur-Loire, allora situata nell'ex provincia dell'Orléanais del Regno di Francia, durante il regno di Enrico IV. Figlio di un presidente del Gran Consiglio del re, continuò la sua formazione presso il rinomato collegio dei Gesuiti di La Flèche, dove fu compagno di studi di René Descartes e di Denis Sanguin de Saint-Pavin, di cui divenne l'amante. Nominato  inizialmente consigliere del Parlamento di Parigi, si dimise da tale incarico per assecondare più liberamente il suo gusto per il buon cibo e il piacere. Svergognò pubblicamente la giovanissima Marion Delorme, prima di farla rapire da Enrico di Cinq-Mars..
Nel 1640, si impegnò, in compagnia di bon vivant come lui, “ad andare a perlustrare tutte le delizie della Francia".
Des Barreaux era legato alle belle menti del suo tempo: Jean-Louis Guez de Balzac, Chapelle, Descartes e Théophile de Viau. al quale indirizzò la sua poesia Plainte à un sien ami, che lasciava pochi dubbi circa i sentimenti nutriti nei suoi confronti.
Un'opera anonima pubblicata a Parigi nel 1794, durante il Terrore, il Colloque des Morts les plus fameux (Colloquio dei Morti Più Famosi), riporta che Des Barreaux disse al cielo, mentr eun venerdì udì un tuono quando era intento a preparare una frittata di speck: «Che senso ha fare tanto clamore per così poco?».
Compose un discreto numero di canti e di poemi fuggitivi (brevi poesie il cui contenuto è scarso per rilevanza, ma è notevole per merito della forma), nei quali manifestava la sua incredulità e il suo ateismo. Si è conservato il famoso sonetto dove canta la palinodia:
(Jacques Vallée Des Barreaux)
Secondo Voltaire, questo verso -che fu composto quando era malato, ma che avrebbe rinnegato una volta ritrovata la salute- fu in realtà dell'abate Louis de Lavau.